# Grievous Angel
| Recensione                        | Giudizio     |
| --------------------------------- | ------------ |
| AllMusic                          | [ 1 ]        |
| Robert Christgau                  | A            |
| The New Rolling Stone Album Guide | [ 3 ]        |
| Sputnikmusic                      | 4.3 (Superb) |
| Piero Scaruffi                    | [ 5 ]        |

Grievous Angel è il secondo album solista di Gram Parsons, pubblicato postumo quattro mesi dopo la sua morte con materiale registrato in varie session nel 1973. Così come tutti gli altri dischi di Parsons, non ebbe un grandissimo successo commerciale e non raggiunse mai i top 100 della classifica di Billboard. Ciò nonostante questo disco viene ritenuto una pietra miliare di quella "Cosmic American Music" (un ibrido di country, gospel, soul, e rock and roll) ideata da Parsons.
Nel 2003, quest'album è stato inserito al numero 429 della lista dei 500 migliori album di tutti i tempi compilata dalla rivista Rolling Stone.

## Il disco
Dopo lo sgangherato tour della primavera-estate del 1973, Gram Parsons si riunì nuovamente con la cantante Emmylou Harris, con vari membri della band di supporto di Elvis Presley (fra i quali James Burton, Ronnie Tutt, e Glen D. Hardin), e con gli ospiti occasionali Bernie Leadon, Byron Berline, e Linda Ronstadt, per incidere il suo secondo album solista per la Reprise Records. Necessitando urgentemente di nuove canzoni, Parsons scrisse velocemente due brani durante le sessioni (Return of the Grievous Angel, con testo del poeta Thomas Brown amico di Parsons; e In My Hour of Darkness, arrangiata dalla Harris) e rispolverò due tracce escluse dal precedenre album per rimpolpare un po' la scaletta dei brani. Inoltre incluse una nuova versione di Hickory Wind, canzone già registrata con i Byrds nel '68; e $1000 Wedding provata con i Flying Burrito Brothers nel 1970 circa.
Ad album praticamente ultimato, Parsons se ne andò a Joshua Tree nel deserto della California, dove trovò la morte a causa di un'overdose di sostanze stupefacenti il 19 settembre 1973, prima che l'album venisse pubblicato.

### Modifiche postume
Si è ipotizzato che l'album effettivamente pubblicato non abbia la precisa scaletta dei brani voluta da Parsons e che abbia subito delle modifiche estetiche. La vedova del musicista, Gretchen, nel tentativo di sminuire il rapporto sentimentale della Harris con suo marito, fece cambiare i crediti del disco (che sulla copertina era accreditato a "Gram Parsons with Emmylou Harris" e mostrava una foto dei due insieme) eliminando inoltre la traccia Sleepless Nights e rimpiazzando la copertina originale con una semplice immagine di Parsons su sfondo azzurro.
I tre brani registrati durante le sessioni per l'album e rimasti inediti, Sleepless Nights, The Angels Rejoiced in Heaven Last Night e Brand New Heartache, furono successivamente inseriti nel disco del 1976 Sleepless Nights attribuito a Parsons & Flying Burrito Brothers.

### Pubblicazione e accoglienza
Il disco venne pubblicato nel gennaio 1974 ricevendo grandi elogi dalla critica musicale, ma fallendo dal punto di vista commerciale, ormai una costante per Parsons. Grievous Angel raggiunse la posizione numero 195 della classifica di Billboard negli Stati Uniti, facendo leggermente meglio del suo predecessore GP che non era neanche entrato nei primi 200. Nonostante le vendite scarse, l'album viene a tutt'oggi considerato come una delle opere migliori e più rappresentative di Gram Parsons.

## Tracce
Lato A
1. Return of the Grievous Angel – 4:19 (Gram Parsons)
2. Hearts on Fire – 3:50 (Walter Egan, Tom Guidera)
3. I Can't Dance – 2:20 (Tom T. Hall)
4. Brass Buttons – 3:27 (Gram Parsons)
5. $1000 Wedding – 5:00 (Gram Parsons)

Durata totale: 18:56
Lato B
1. Medley Live from Northern Quebec: – 2:12
2. Love Hurts – 3:40 (Felice and Boudleaux Bryant)
3. Ooh Las Vegas – 3:29 (Gram Parsons, Ric Grech)
4. In My Hour of Darkness – 3:42 (Gram Parsons, Emmylou Harris)

Durata totale: 13:03

## Formazione
- Gram Parsons - voce, chitarra acustica
- Emmylou Harris - voce (eccetto brano: Brass Buttons)
- Glen D. Hardin - pianoforte
- James Burton - chitarra elettrica solista
- Emory Gordy - basso
- Ronnie Tutt - batteria
- Herb Pederson - chitarra acustica ritmica
- Al Perkins - chitarra pedal steel

Ospiti
- Bernie Leadon - chitarre acustica ritmica (brano: Return of the Grievous Angel)
- Bernie Leadon - chitarra elettrica solista (brano: Hearts on Fire)
- Bernie Leadon - dobro (brano: In My Hour of Darkness)
- Byron Berline - fiddle (brani: Return of the Grievous Angel, Medley Live from Northern Quebec e In My Hour of Darkness)
- Byron Berline - mandolino (brano: Medley Live from Northern Quebec)
- N.D. Smart II - batteria (brani: Hearts on Fire e In My Hour of Darkness)
- Steve Snyder - vibrafono (brano: Medley Live from Northern Quebec)
- Linda Ronstadt - voce (brano: In My Hour of Darkness)
- Kim Fowley, Phil Kaufman, Ed Tickner, Jane & Jon Doe - voci di sottofondo (brano: Medley Live from Northern Quebec)

Note aggiuntive
- Gram Parsons - produttore
- Registrazioni effettuate al Wally Heider 4 di Los Angeles, CA ed al Capitol Recording Studios di Hollywood, CA
- Hugh Davies - ingegnere della registrazione